# Peritoneální dialýza

Zjednodušené schéma peritoneální dialýzy

Peritonální dialýza je jedním ze způsobů náhrady funkce ledvin při jejich selhání ve vylučování odpadních látek a regulaci množství vody v těle. Principem je dialýza přes peritoneální membránu (tenká blána vystýlající břišní dutinu). Do břicha nemocného do peritoneální dutiny je v několikahodinových intervalech napouštěn a vypouštěn dialyzační roztok. V porovnání s klasickou hemodialýzou umožňuje metoda peritoneální dialýzy aktivnější život nemocného, nemocný může provádět v domácím prostředí většinu výkonů. Nevýhodou jsou především prostorové nároky v domácnosti nemocného na vybavení pro výrobu a skladování dialyzačního roztoku, dále pak vyšší hygienický standard, protože port (vývod z dutiny břišní, pomocí kterého nemocný napouští a vypouští dialyzační roztok) musí být udržován v čistotě. Případné zavlečení infekce do dutiny břišní může vyvolat těžce probíhající zánět pobřišnice (peritonitidu), jehož následkem je zjizvení pobřišnice a následná nemožnost pokračovat v peritoneální dialýze. Pro peritoneální dialýzu nejsou vhodní všichni nemocní. Pacienti s peritoneální dialýzou jsou nicméně díky domácí léčbě schopni chodit do zaměstnání, studovat, aktivně trávit svůj volný čas, a dokonce i cestovat.
„Ukazuje se, že peritoneální dialýza je velmi vhodná metoda náhrady funkce ledvin k překlenutí období před transplantací ledviny. Je to šetrná léčba, trvá 24 hodin denně sedm dní v týdnu. Tekutiny a metabolity se z těla na rozdíl od hemodialýzy odstraňují trvale, podobně jako ledviny také fungují nepřetržitě, a tím je domácí dialýza pro srdce a oběhový systém šetrnější “ - prof. Sylvie Opatrná, FN Plzeň

## Princip
U této metody se krev nevyvádí mimo tělo pacienta, ale čistí se uvnitř těla pomocí tělu vlastní membrány (pobřišnice), která pracuje jako filtr. Do dutiny břišní se v pravidelných intervalech pomocí dlouhodobě zavedené tenké silikonové hadičky (katétru) napouští dialyzační roztok, který v těle zůstává po dobu 4 až 8 hodin, během kterých do něj přecházejí odpadní látky a přebytečná voda z krve. Peritoneální membrána (pobřišnice) má póry podobné dutým trubičkám dialyzátoru a právě jejich pomocí se odstraňují odpadní látky a přebytečná tekutina z těla. Po uplynutí stanovené doby dialýzy se roztok i s odpadními látkami z těla vypustí a nahradí roztokem novým. Krev se tedy očisťuje přímo v těle a průběžně. Dialyzační roztok je balen v jednorázových vacích, které se nemocným pravidelně dovážejí domů. Na kontroly do nemocnice pacienti docházejí přibližně jednou měsíčně.

## Druhy
Existují dva druhy peritoneální dialýzy, které se v České republice využívají ve stejné míře. Obě metody peritoneální dialýzy –  CAPD a  APD – může nemocný volně střídat – systém napojení zajišťuje stejný katétr. Volbu ovlivňuje nejen přání pacienta, ale i vlastnosti pobřišnice, zejména její propustnost a charakteristika, která se během doby na dialýze může měnit.

### CAPD – kontinuální ambulantní peritoneální dialýza
Tato metoda je velmi zajímavá ve své jednoduchosti. Pacient při ní nepotřebuje žádný přístroj, využívá pouze systém dvojvaků a katétru. Vypouštění a napouštění roztoku z a do břišní dutiny je umožněno díky gravitaci. Plný vak s dialyzačním roztokem visí na háčku nad úrovní pacientova břicha, a tím se roztok napouští do břišní dutiny. Prázdný vak se jednoduše položí na zem, a protože pacient sedí výš, než je podlaha, může roztok obsahující metabolity a přebytečnou vodu pomocí gravitace vytékat.
Očišťování krve (dialýza) při kontinuální ambulantní peritoneální dialýze probíhá po dobu 4–6 hodin, kdy má pacient roztok napuštěný v břiše. Proto se tato metoda jmenuje kontinuální – čištění krve probíhá stále. Během této doby se pacientům čistí krev, to znamená, že zplodiny metabolismu a voda přecházejí do dialyzačního roztoku. Po uplynutí doby dialýzy si pacient roztok vypustí a napustí si nový a od systému hadiček se odpojí. U této metody si pacient roztok vypouští a napouští 4krát denně. Jedna výměna (vypuštění a napuštění dialyzačního roztoku) trvá i s přípravou přibližně 30 minut, během této doby si pak nemocný může číst, sledovat televizi, hovořit s rodinou atd. S roztokem v břiše může pacient vykonávat většinu běžných činností. Časy výměn se řídí životním stylem pacienta a uskutečňují se ráno, v poledne, odpoledne a večer, než jde nemocný spát. Výměny se dělají doma v prostoru k tomu vyhrazeném, například postačí stolek v čisté klidné místnosti, dost pacientů si roztok vyměňuje i v zaměstnání. Tato léčba pacientům přináší velké  výhody - zůstanou aktivní, mohou pokračovat ve své práci i cestovat.

### APD – automatizovaná peritoneální dialýza
Při tomto typu se roztok v břišní dutině vyměňuje pomocí jednoduchého přístroje – cycleru. Dialýza obvykle trvá po dobu osmi hodin v noci, když pacient spí. Za tu dobu se roztok několikrát zcela vymění podle rozpisu dialýzy naprogramovaného v přístroji. Ráno se všechen roztok z poslední výměny z břicha vypustí. Nemocný může standardně pracovat, udržovat sociální kontakty jako před léčbou, děti nemají omezenou docházku do školy, lze i sportovat. U některých pacientů napouští přístroj roztok i na den a někteří potřebují i doplňující ruční výměnu během dne. Rozpis léčby se stanovuje individuálně, dle výsledků pacientů.

## Historie
Peritoneální dialýza je metoda, která se k léčení pacientů používá již více než 30 let. Ve světě se její pomocí léčí 203 000 pacientů.
Metoda peritoneální dialýzy byla známa již v 70. letech 20. století, vynález Tenckhoffova katétru v roce 1968 umožnil provádět intermitentní (přerušovanou)  peritoneální dialýzu (IPD). Velký posun nastal v roce 1976, kdy byla v USA  poprvé popsána kontinuální ambulantní peritoneální dialýza, takzvaná CAPD. V České republice se peritoneální dialýza používá od roku 1978, výrazný rozvoj v používání zaznamenala v 90. letech 20. století, kdy se začaly používat moderní roztoky ve vacích a zdokonalené pomůcky. To všechno znamenalo větší komfort pro pacienty a hlavně důvěryhodný způsob léčby.

## Využití v současnosti
V České republice žije přibližně 4 000 lidí s transplantovanou ledvinou a dialýzou se léčí asi 6 000 obyvatel. Většina českých pacientů je léčena hemodialýzou (92 %) a jen malá část, přibližně 8 %, se léčí pomocí peritoneální dialýzy. Metoda je dostupná na 90 % hemodialyzačních středisek. Na rozdíl od jiných evropských zemí se tato metoda v České republice využívá stále výrazně méně. Pro srovnání – v Nizozemsku 20 % pacientů, ve Velké Británii 36 %, ve Skandinávii 22–38 %. Přibližně 75 % všech nemocných si může zvolit mezi hemodialýzou a peritoneální dialýzou.